# Death by Chocolate
Death by Chocolate ist eine Schweizer Rockband aus Biel/Bienne. Ihr Musikstil ist eine Mischung aus Alternative-Rock mit Blues-Einfluss und Folk.
Die Band machte erste nationale Schlagzeilen, als sie 2009 ihre erste EP My Portable Love veröffentlichte und später das Debütalbum From Birthdays to Funerals folgen liess. Ihr Musikvideo Tell Me What You See – das weltweit erste interaktive Super Slow Motion Musikvideo – gewann internationale Preise und sorgte für Aufsehen.

## Geschichte
Seit 2003 machen die Bieler Mathias Schenk, Daniel Wyttenbach, Thomas Schläppi und Daniel Schläppi zusammen Musik. Ihren Bandnamen entnahmen sie dem eines Desserts auf einer Londoner Speisekarte. Begonnen haben die Jungmusiker mit dem klassischen Rock ’n’ Roll der 50er und bald auch mit Klassikern von Elvis und Chuck Berry. Danach entdeckten sie den Black Rebel Motorcycle Club und The Black Keys für sich und entwickelten aus den verschiedensten Einflüssen ihre eigene Musikrichtung. Neben den Coversongs kamen auch eigene Lieder hinzu. Doch Plattenaufnahmen wurden erst ein Thema, als der damalige Schlagzeuger Julien Pinheiro hinzukam. Daraus entstand die erste EP My Portable Love und das Debütalbum From Birthdays To Funerals. Als Songwriter zeichnet Frontmann Mathias Schenk verantwortlich, jedoch ist es die ganze Band, welche die Ideen zu Songs ausarbeitet. Die Themen der Songs reichen von Vater-Sohn-Beziehungen (Our Father’s Ghost) über die Beziehung eines Einzelgängers zur Masse (Curtain Call) bis hin zu persönlichen Gefühlswelten (Demopolis).
Nachdem der Schlagzeuger Julien Pinheiro die Band verliess, übernahm Kevin Chesham aus Biel dessen Job. Im September 2014 veröffentlichte die Band ihr zweites Album. Among Sirens stieg direkt in die Top 10 der Schweizer Charts ein, und das Album erreichte eine Topplatzierung in den Swiss National Charts und bei diversen Verkaufsstellen. Nach dem Release des Albums ging die Band auf Tour, welche sie durch die Schweiz, Deutschland und bis nach Dänemark führt.
Auf der Bühne konnte man sie bereits bei über 600 Auftritten erleben. Kleinere Clubs (White Trash in Berlin), grössere Bühnen (Whisky a Go Go Hollywood, WUK Wien) und Festivals wie das Montreux Jazz Festival, EXIT in Serbien, MUSEXPO Los Angeles und das Przystanek Woodstock gehören ebenso dazu wie ein Auftritt als Support für Bon Jovi im Stadion Letzigrund.

## VideoTell Me What You See
Der Clip zum Song Tell Me What You See verdeutlicht eine etwas eigenwillige Beziehung. In Super Slow Motion werden dem Sänger Flaschen, Torten, roher Fisch und anderes über den Kopf gezogen. Auf einer Website kann der User auch selbst bestimmen, welche Gegenstände den Sänger treffen sollen. Es ist das erste interaktive Musikvideo der Schweiz und das erste Super Slow Motion Musikvideo weltweit. Die Initiative dafür kam von Mitch Bekk (Pseudonym MitSpeck), der im Abschlusssemester an der Zürcher Hochschule der Künste CAST/Audiovisuelle Medien studierte.
Im Jahr 2013 wurde dieses Video nominiert für das VIFF! VEGAS INDEPENDENT FILM FESTIVAL! und das London Independent Film Festival und gewann in der Kategorie Best Music Video beim Berlin Independent Film Festival sowie Bronze in der Kategorie Cinematography bei den Art Directors Club New York 92nd Annual Awards.

## Auftritte
- Letzigrund Stadion, Schweiz (Support Bon Jovi)
- Greenfield Festival
- Gurtenfestival
- Greenfieldfestival
- Woodstock Festival, Polen
- EXIT Festival, Serbia
- Sazava Fest, Czech Republic
- WUK Vienna, Austria (Support Molotov)
- Montreux Jazz Festival, Schweiz
- Showcase @ MUSEXPO, Hollywood
- Whisky a Go Go, Hollywood
- The Viper Room, Hollywood
- The Roxy Theater, Hollywood
- The Crocodile, Seattle
- Zermatt unplugged, Zermatt

## Diskografie
- 2009: My Portable Love (EP)
- 2012: From Birthdays to Funerals (LP)
- 2014: Among Sirens (LP)
- 2016: Animal Keeper (Single)
- 2017: Crooked for You (LP)
- 2019: Different Man (Single)